# Zakhar Pachoutine
Pour les articles homonymes, voir Pachoutine.
Zakhar Iourievitch Pachoutine (en russe Захар Юрьевич Пашутин), né le 3 mai 1974 à Sotchi, est un joueur russe de basket-ball qui évolue au poste d’arrière. Il mesure 1,96 m.

## Biographie
Zakhar Pachoutine est le frère du basketteur Evgeni Pachoutine.

## Carrière
- 1990-1995   :  Spartak Saint-Pétersbourg (Superligue)
- 1995-1999   :  Avtodor Saratov (Superligue)
- 1999-2000   :  Pınar Karşıyaka (1er division)
- 2000-2001   :  ASVEL Villeurbanne (Pro A)
- 2001-2003   :  CSKA Moscou (Superligue)
- 2003-2004   :  Ural Great Perm (Superligue)
- 2004-2008   :  CSKA Moscou (Superligue)
- 2008-2010 :  Spartak Saint-Pétersbourg (Superligue)
- 2010- :  UNICS Kazan (Superligue)

## Palmarès
- Finaliste du championnat de France en 2001 avec l'ASVEL
- Vainqueur de la coupe de France en 2001 avec l'ASVEL
- A pris part au All Star Game du championnat de France en 2001
- Vainqueur de l'Euroligue en 2006 et en 2008 avec le CSKA Moscou
- Finaliste de l'Euroligue en 2007 avec le CSKA Moscou
- Final Four de l'Euroligue en  2005, 2006 et 2008 avec le CSKA Moscou
- Champion de Russie en 2003, 2005, 2006 et   en 2007 avec le CSKA Moscou
- Vainqueur de la Coupe de Russie en 2004 avec l'Oural Great Perm, 2005, 2006 et 2007 avec le CSKA Moscou
- Membre de l'équipe nationale Russe de basket
- Médaille d'argent aux championnats du monde en 1998
- Médaille d'or aux championnats d'Europe en 2007 et médaille de bronze en 1997
- Participation aux Jeux olympiques d'été en 2000 et 2008